# Аль-Карни, Али
Али Аль-Карни (араб. علي القرني; род. в марте 1992 года) — военный лётчик и астронавт Саудовской Аравии.

## Биография
Али Аль-Карни родился в марте 1992 года в Эр-Рияде. Он получил степень бакалавра авиационных наук в Воздушной академии имени короля Фейсала. Али — лётчик истребитель и капитан Королевских ВВС Саудовской Аравии. 12 февраля 2023 года было объявлено, что Али Аль-Карни и учёный в области биомедицины Райяна Барнави отобраны Саудовской космической комиссией для участия в миссии SpaceX AX-2.

## Космический полёт
22 мая 2023 года Аль-Карни прибыл на Международную космическую станцию на борту корабля Crew Dragon (Freedom) в качестве специалиста миссии SpaceX AX-2. Во время 8-дневного пребывания на Международной космической станции он провёл несколько экспериментов и информационно-пропагандистских мероприятий вместе с саудовским астронавтом Райяной Барнави, космическим туристом Джоном Шоффнером и командиром — бывшим астронавтом НАСА Пегги Уитсон.
| #               | Стартовый корабль | Старт                 | Корабль посадки | Посадка               | Налёт                    |
| --------------- | ----------------- | --------------------- | --------------- | --------------------- | ------------------------ |
| 1               | SpaceX AX-2       | 21.05.2023, 21:37 UTC | SpaceX AX-2     | 31.05.2023, 03:04 UTC | 9 суток 5 часов 26 минут |
| Суммарный налёт | Суммарный налёт   | Суммарный налёт       | Суммарный налёт | Суммарный налёт       | 9 суток 5 часов 26 минут |